# James Russell Keays
James Russell Keays (né le 30 octobre 1913 et mort le 10 mars 1995) est un fabricant, industriel et homme politique municipal et fédéral du Québec.

## Biographie
Né à Newport en Gaspésie, il entama sa carrière politique en devenant conseiller au conseil municipal de Gaspé de 1945 à 1950 et maire de 1950 à 1959. Élu député du Parti progressiste-conservateur du Canada dans la circonscription des Îles-de-la-Madeleine en 1958, il fut défait en 1962 par le libéral Maurice Sauvé. Élu dans Gaspé en 1965, il fut à nouveau défait par le libéral Alexandre Cyr en 1968.
Durant son passage à la Chambre des communes, il est porte-parole progressiste-conservateur en matière de Travaux publics de 1966 à 1968 et porte-parole adjoint en matière de Forêts de 1966 à 1967.